# یکو میناگوچی
یکو میناگوچی (انگلیسی: Yūko Minaguchi; ۲۶ ژوئن ۱۹۶۶ – ) صداپیشه، و بازیگر اهل ژاپن بود. وی از سال ۱۹۸۰ میلادی تاکنون مشغول فعالیت بوده‌است.